# Riserva del parco nazionale dell'anello del Pacifico
La riserva del parco nazionale dell'anello del Pacifico (in inglese Pacific Rim National Park Reserve) è un'area naturale protetta situata nella Columbia Britannica, in Canada.
La riserva include tre diverse aree: la spiaggia lunga, le isole del Gruppo Rotto ed il sentiero della costa occidentale. L'intera riserva si estende per 511 km² tra terra ed oceano ed è caratterizzata da coste frastagliate e da lussureggianti foreste pluviali temperate.
La riserva è aperta da metà marzo fino a metà ottobre.
L'area fu istituita nel 1970 come prima riserva di parco nazionale del Canada e rimane a tutt'oggi la più antica riserva canadese, non essendo ancora stato trasformato in parco nazionale vero e proprio dopo più di 45 anni. La riserva fu inaugurata nel 1971 alla presenza della principessa Anna d'Inghilterra, di cui nell'occasione fu presentata anche una scultura realizzata dall'artista locale Godfrey Stephens, e del Ministro responsabile per Parks Canada, Jean Chrétien.

## Geografia
Il parco comprende una sottile striscia di terra situata sulla costa sud-occidentale di Irel Island. A est del parco si trova la catena montuosa dell'Isola di Vancouver delle Montagne Insulari, mentre ad ovest si trova l'Oceano Pacifico.
Durante l'autunno e l'inverno, la zona è continuamente sottoposta a masse d'aria umida provenienti dall'Oceano Pacifico. La presenza delle catene montuose provoca lea salita delle masse d'aria, le quali depositano grandi quantità di precipitazioni conosciute con il nome di precipitazioni orografiche. La media di precipitazioni annue è superiore a 3.000 mm, un fattore chiave per l'esistenza della foresta pluviale temperata. Durante i mesi estivi più secchi, a volte la zona è coperta dalla nebbia.

## Spiaggia lunga

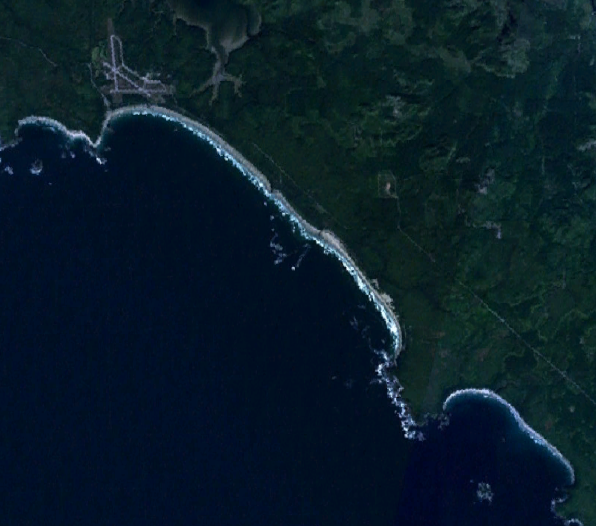
Immagine satellitare della Spiaggia Lunga.

La spiaggia lunga (in inglese: Long Beach) è la più visitata e più accessibile delle tre regioni, e si estende tra località di Tofino e Ucluelet.
La caratteristica principale di questo settore è la spiaggia di Long Beach medesima. Nell'area è presente il campeggio di Green Point, che con le sue 94 piazzole, costituisce una buona base di partenza per i numerosi percorsi in questa regione, che attraversano paludi e zone di foresta pluviale temperata.
Nella zona, attraversata dall'autostrada 4 della Columbia Britannica, sono presenti anche una stazione dei guardaparco e il centro di divulgazione della storia di Wickaninnish, storico capo della tribù indiana degli Tla-o-qui-aht: il museo, che costituisce il principale centro educativo nella zona, contiene esposizioni sulla fauna e flora locale, sulla cultura nativa e sulla storia della regione. Il centro dispone anche di un teatro, un ristorante, un negozio di souvenir ed un ufficio informazioni.

## Isole del Gruppo Rotto

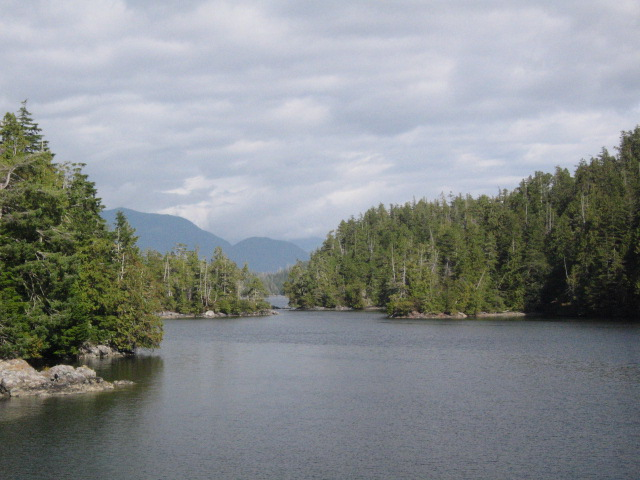
Insenatura di Barkley

La regione delle Isole del Gruppo Rotto (in inglese: Broken Group Islands) è composta da oltre un centinaio di piccole isole e isolotti nell'insenatura di Barkley, di cui le più grandi ricoperte di foreste sono: Effingham, Turret, Turtle, Dodd, Jacques, Nettle e l'isola di Gibilterra. L'area è accessibile solo in barca ed è una meta popolare per i canoisti. Sparse sulle isole sono presenti sette aree di campeggio, ma i campeggiatori devono essere consapevoli che non vi è acqua dolce disponibile nelle isole del gruppo e quindi l'acqua necessaria deve essere portata dalla terraferma.

## Sentiero della costa occidentale
Il sentiero della costa occidentale (in inglese: West Coast Trail) è un percorso di 75 km (47 miglia) lungo la costa occidentale dell'isola di Vancouver che si estende da Port Renfrew a Bamfield. Il tracciato, conosciuto anche come Lifesaving Trail (sentiero del salvataggio), venne realizzato tra il 1907 e il 1910 per agevolare le operazioni di salvataggio delle navi naufragate e dei marinai. Il tracciato venne abbandonato negli anni 1950, ma nel 1970 fu trasformato nell'odierno sentiero della costa occidentale, un sentiero impegnativo che consente ai visitatori di raggiungere le coste rocciose attraversando la foresta pluviale e su un terreno a volte rugoso o fangoso. Il sentiero è stato migliorato gradualmente nel corso degli anni e può essere percorso in 5-7 giorni di cammino.

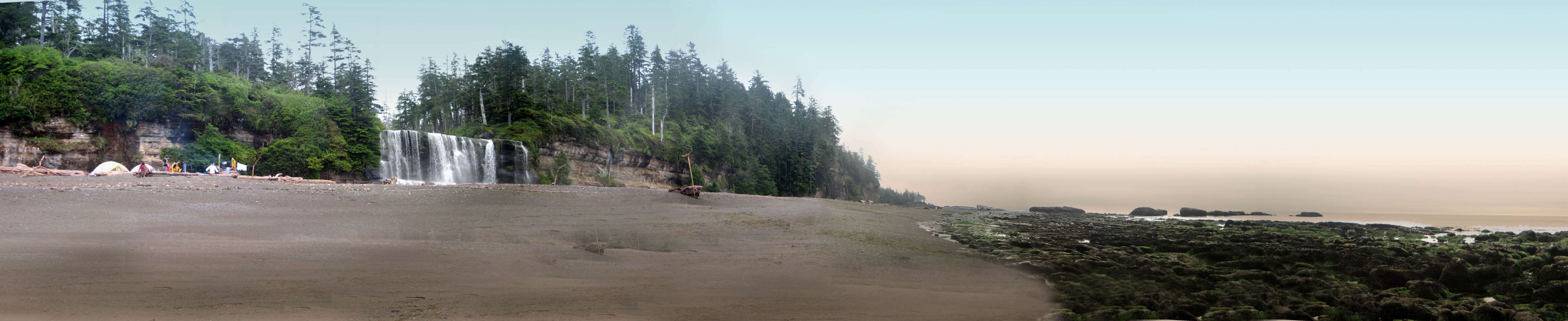
Le cascate di Tsusiat, area di campeggio del sentiero della costa occidentale.